# إريك شو (رائد أعمال)
إريك شو (بالصينية: 徐勇) هو رائد أعمال صيني، ولد في 1964 في بكين في الصين.